# 賈士毅

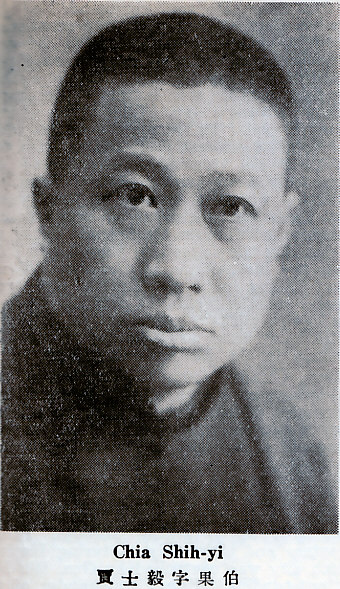
《中国名人录（第四版）》中的賈士毅照片

賈士毅（1887年1月27日—1965年7月9日），字果伯，號荊齋，江蘇省常州府宜興县人。中华民國財政史家、财政官员。

## 生平

### 北京政府時代的活動
1906年（光緒32年），入無錫初級師範学校。翌年，入上海法政講習所。1908年（光緒33年），留学日本，起初入法政大学政治科，後转入明治大学法政科。1911年（宣統3年）毕业归国，清廷赏给法政科举人，任公立蘇州法政专科学校教員。
1912年（民国元年），任北京政府財政部財政討論会会員，後任江蘇省財政視察員。1913年，任財政部国税厅籌備員、幣制委員会会員、編纂处主任。1913年9月，兼任財政部庫藏司司長，11月调任财政部会計司司長。1914年（民国3年）2月，署理財政部参事，5月兼代財政部賦税司司長。1915年（民国4年），兼任全国官产处会办，并且在私立民国大学、公立法政专科学校、財政講習所开设講座。1920年（民国9年）10月，任镇江关監督。翌年，任华盛顿会議中国代表团专員，随行与会。

### 国民政府時代的活動
其後，投向南方的国民政府。1927年（民国16年），任上海銀行公会書記長，同年4月任江蘇省政府委員。同年8月，任国民政府財政部賦税司司長兼代理盐務处長，并且兼任国定税則委員会委員。此外，还担任国立中央大学、中央政治大学经济系教授。1928年（民国17年），任交通銀行監察人。1932年1月至3月，任财政部常务次长。1932年7月，免去财政部賦税司司長职务。1932年8月，当选第二届立法院立法委員（第三届连任）。1933年（民国22年）2月，任湖北省政府委員兼財政厅厅長，任至1938年（民国27年）6月。

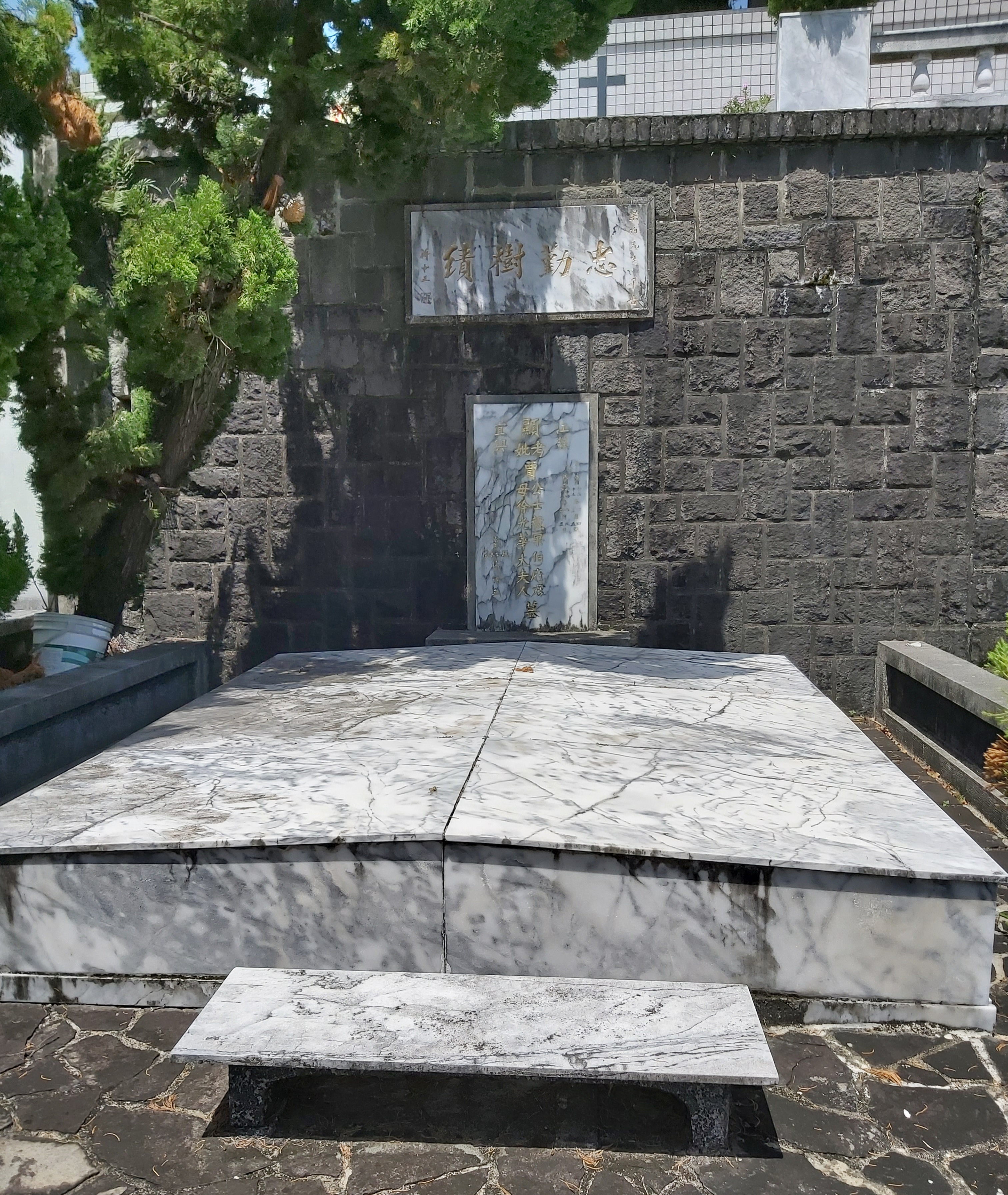
陽明山第一公墓內的賈士毅墓

1940年（民国29年）7月，任財政部专門委員，到香港就職，代理《財政評論》社社長。1943年（民国32年）1月，任江蘇省政府委員兼財政厅厅長，後来兼任江蘇農民銀行董事長。1945年10月，卸任江苏省财政厅厅长。他还曾任湘鄂財政金融特派員。1951年（民国40年）赴台湾，任台湾第一商业銀行董事、交通銀行監察人、逢甲学院董事。1965年（民国54年）7月9日，賈士毅在台北市病逝。享年79岁（满78歳）。

## 著作
- 《民國財政經濟問題今昔觀》
- 《國稅與國權》
- 《民國財政史》
- 《國債與銀行》
- 《華會見聞錄》